# ムシモドキギンチャク科
ムシモドキギンチャク科(虫擬巾着科、Edwardsiidae)はイソギンチャクの科の一つである。体は細長く、岩の隙間や穴、堆積物に定着して生活している。